# (6555) 1989 UU1
A (6555) 1989 UU1 a Naprendszer kisbolygóövében található aszteroida. Takuo Kojima fedezte fel 1989. október 29-én.